# باشگاه بسکتبال گرن کاناریا
باشگاه بسکتبال گرن کاناریا (اسپانیایی: CB Gran Canaria‎) یک باشگاه بسکتبال در شهر لاس پالماس، اسپانیا است. این باشگاه که در سال ۱۹۶۳ تأسیس شده در لیگ آ س ب بازی می‌کند.